# Radgoszcz (gromada w powiecie międzychodzkim)
Radgoszcz – dawna gromada, czyli najmniejsza jednostka podziału terytorialnego Polskiej Rzeczypospolitej Ludowej w latach 1954–1972.
Gromady, z gromadzkimi radami narodowymi (GRN) jako organami władzy najniższego stopnia na wsi, funkcjonowały od reformy reorganizującej administrację wiejską przeprowadzonej jesienią 1954 do momentu ich zniesienia z dniem 1 stycznia 1973, tym samym wypierając organizację gminną w latach 1954–1972.
Gromadę Radgoszcz z siedzibą GRN w Radgoszczy utworzono – jako jedną z 8759 gromad na obszarze Polski – w powiecie międzychodzkim w woj. poznańskim, na mocy uchwały nr 29/54 WRN w Poznaniu z dnia 5 października 1954. W skład jednostki weszły obszary dotychczasowych gromad Mierzyn, Mokrzec, Radgoszcz i Sowiagóra oraz miejscowości (leśniczówki) Drzewce, Mokrzec, Sowiagóra, Średnica, Radusz, Zwierzyniec i Żmijowiec z dotychczasowej gromady Międzychód-Nadleśnictwo ze zniesionej gminy Międzychód, a także osiedle Puszcza z miasta Międzychód w powiecie międzychodzkim w woj. poznańskim; wreszcie obszar dotychczasowej gromady Piłka ze zniesionej gminy Krobielewko w powiecie skwierzyńskim w woj. zielonogórskim. Dla gromady ustalono 10 członków gromadzkiej rady narodowej.
Gromadę zniesiono 1 stycznia 1960, a jej obszar włączono do nowo utworzonej gromady Międzychód w tymże powiecie.